# Rocca Maggiore
La Rocca Maggiore domina desde hace más de ochocientos años la ciudadela de Asís (Italia) y el valle del Tescio, constituyendo la fortificación más válida para su defensa.

## Descripción e historia

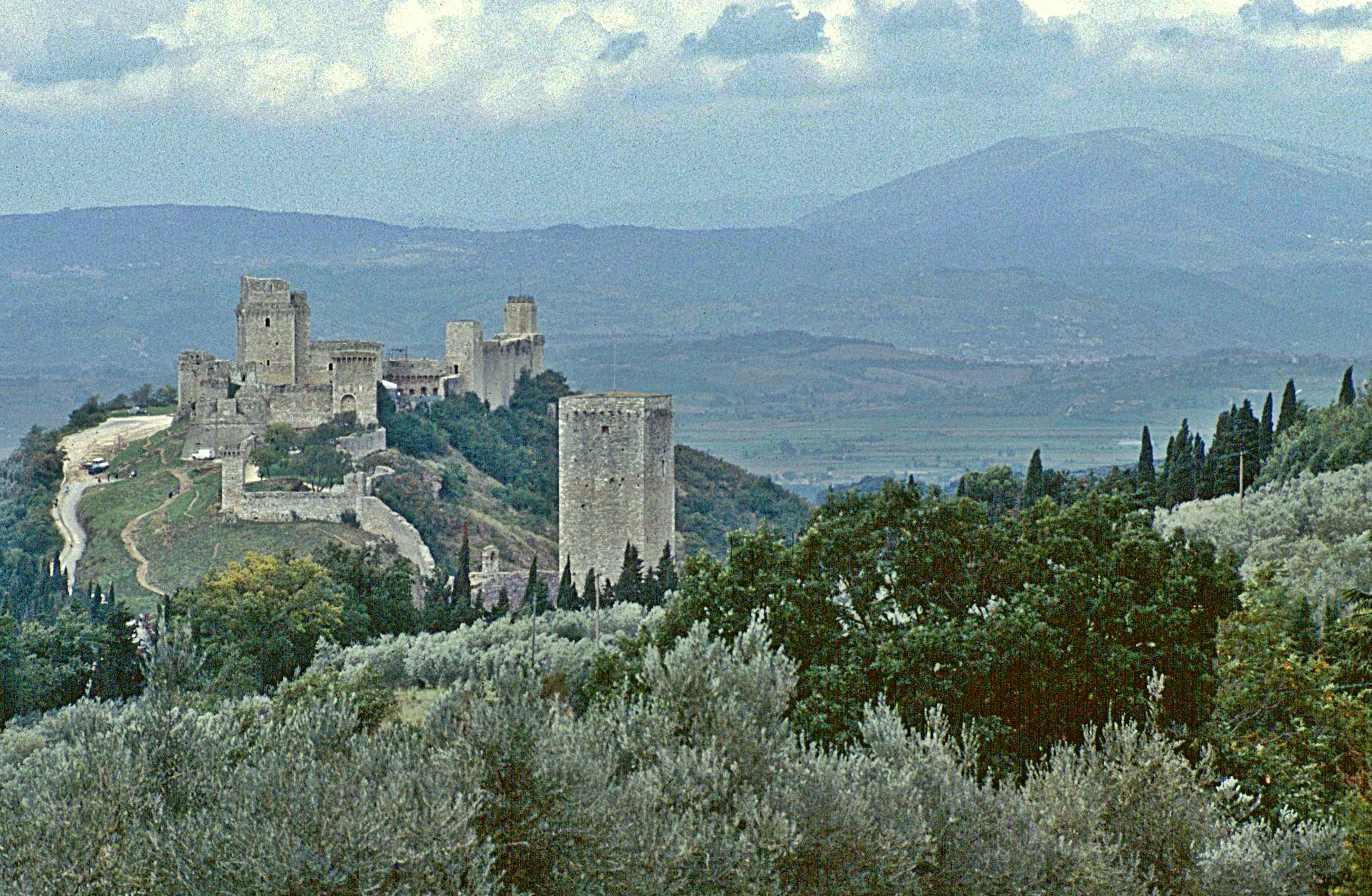
Vista del complejo con el Monte Subasio.

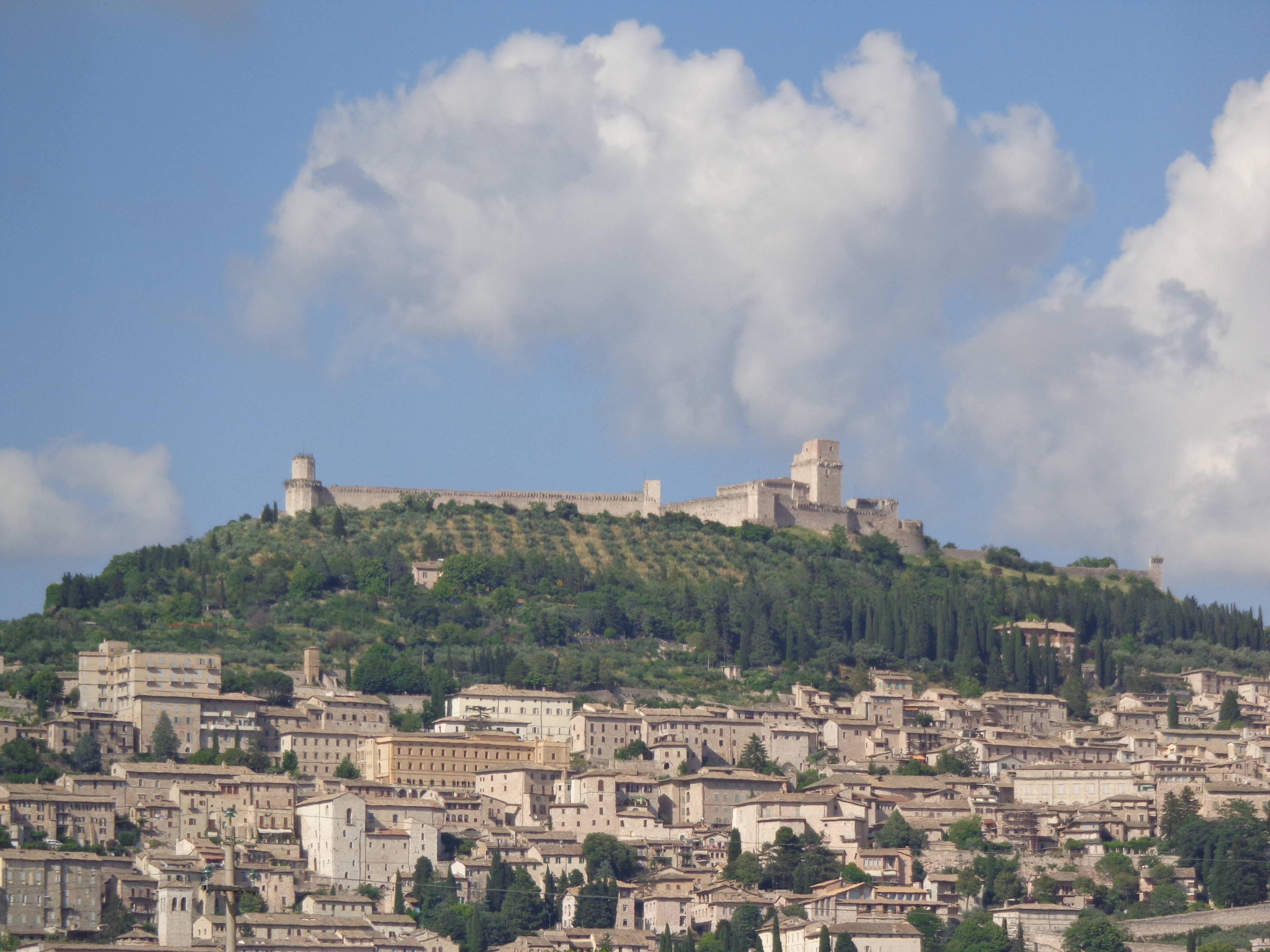
La rocca dominando la ciudad.

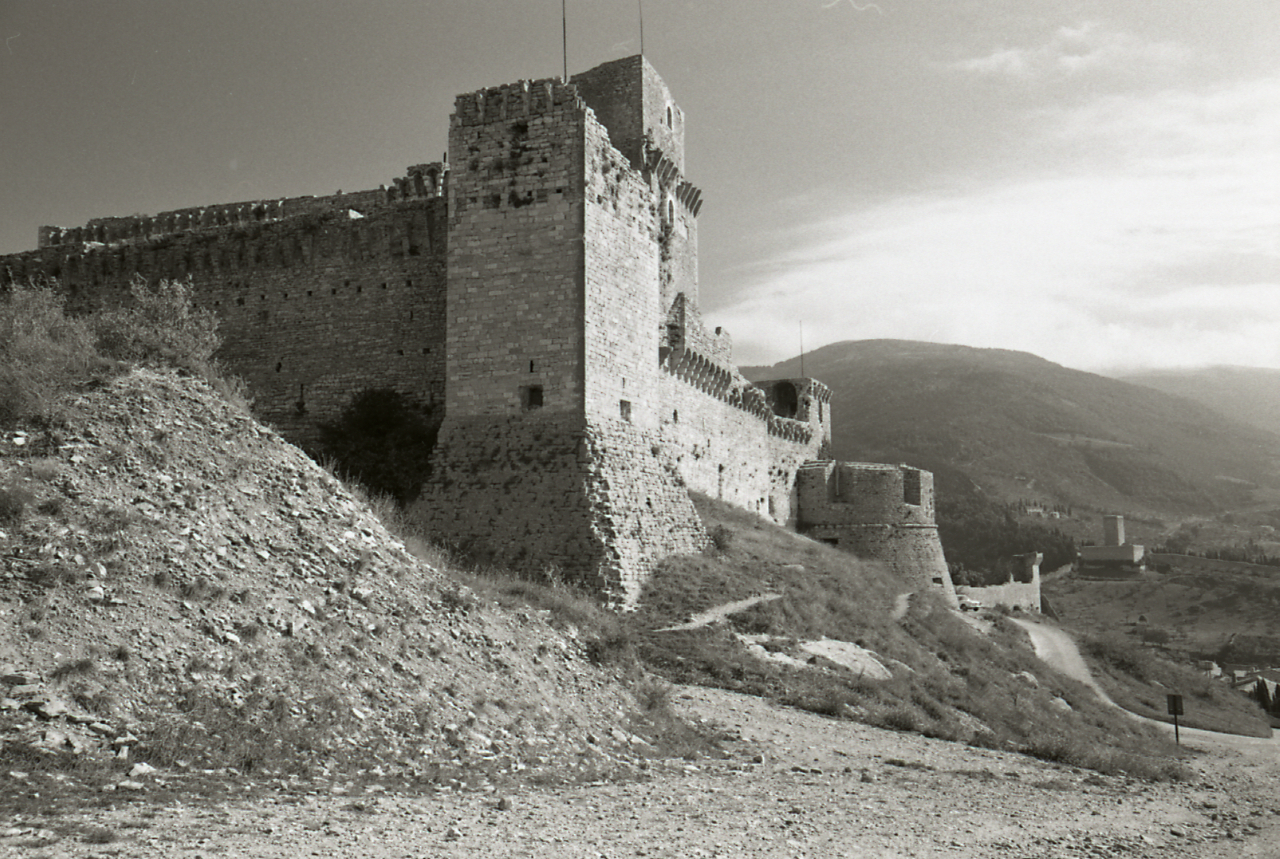
La Rocca Maggiore en 1967, foto de Paolo Monti.

Se puede alcanzar la fortaleza a pie a través de la Porta Perlici, construida en 1316: desde allí se observan las murallas de Asís todavía intactas que, en su largo recorrido, conectan las dos rocche: Maggiore y Minore.
Las primeras noticias documentadas sobre la fortaleza se remontan a 1173, cuando el diplomático y arzobispo alemán Cristiano de Maguncia (1130-1183), canciller de Alemania durante el reinado del emperador Federico I Barbarroja, ocupó Asís en nombre del soberano, que residió allí por poco tiempo.
Aquí vivió también el pequeño Federico II Hohenstaufen, futuro rey de Sicilia y emperador, encomendado por su madre Costanza d'Altavilla a la duquesa de Urslingen, esposa del duque de Spoleto y comes Assisi Conrado, hombre de confianza del monarca svevo.
 La reina emperatriz Constanza volvió a Sicilia para volver posteriormente a Asís con su consorte Enrique VI: el bautismo de Constantino se celebró en la catedral de San Rufino y se le dio el nombre (de sus dos abuelos) Federico Ruggero.
En 1198 la ciudad pasó a la parte güelfa del papa Inocencio III y, el pueblo, provocando grandes daños a la fortaleza, expulsó el legado imperial cuando Federico tenía solo cuatro años. En ese año San Francisco de Asís tenía dieciséis años.
La rocca sería reconstruida, respetando el diseño medieval, en 1356, por iniciativa del cardenal Egidio Albornoz (1310-1367), encargado por el papa Inocencio VI, desde Aviñón, de consolidar las fortificaciones de los Estados Pontificios.
En 1458, el capitano di ventura perusino y señor de Asís Jacopo Piccinino (1423-1465) hizo construir el torreón poligonal noroccidental, hecho terminar posteriormente por el papa Pío II y unido al resto de las murallas por un pasillo fortificado y reforzado.
El complejo de la rocca está constituido por una cinta de murallas con forma de trapecio, realizada con la piedra rosa del monte Subasio, con torres en cada esquina, que incluye el encofrado cuadrangular, sobre la cual se eleva la imponente torre, remodelada en 1478 por el papa Sixto V.
A la parte interior de la fortaleza (en la cual, en 1972, se grabaron algunas escenas de la película «Hermano Sol, Hermana Luna», dirigida por Franco Zeffirelli) se accede por la entrada del bastión circular, hecho construir en 1535 por el papa Pablo III: se llega así al gran patio cerrado, donde antiguamente estaban las habitaciones de servicio, y a la torre, antigua residencia del castellano, dividido en cuatro locales alcanzables con una escalera de caracol.
La Rocca Maggiore está unida, a través de las murallas del siglo XIV, con la Rocca Minore, rocchetta o cassero di sant'Antonio, hecha construir por Albornoz en 1360 con el objetivo de consolidar, hacia el monte, esa parte de la fortificación.

## Galería de imágenes

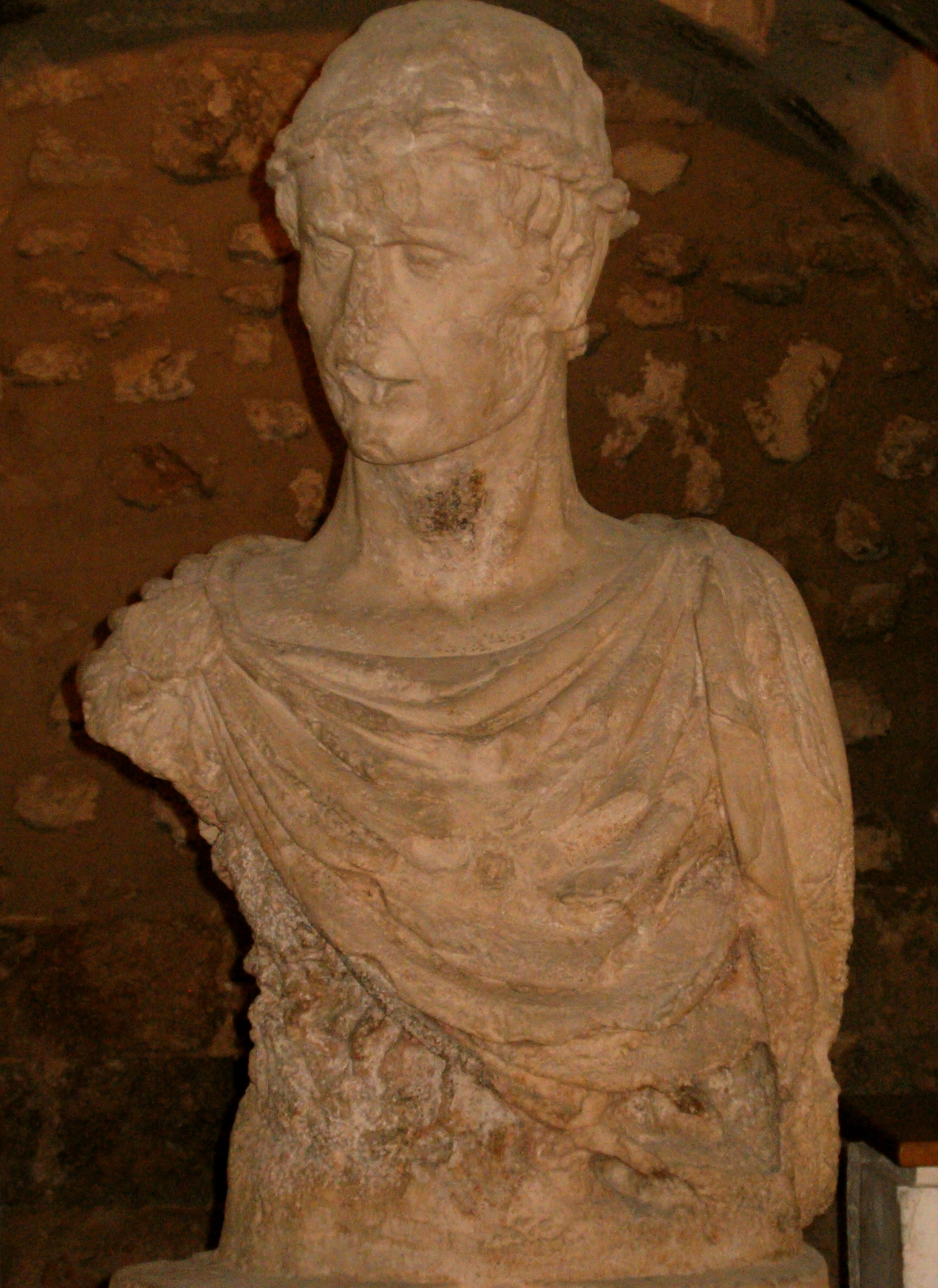
Federico II, joven.
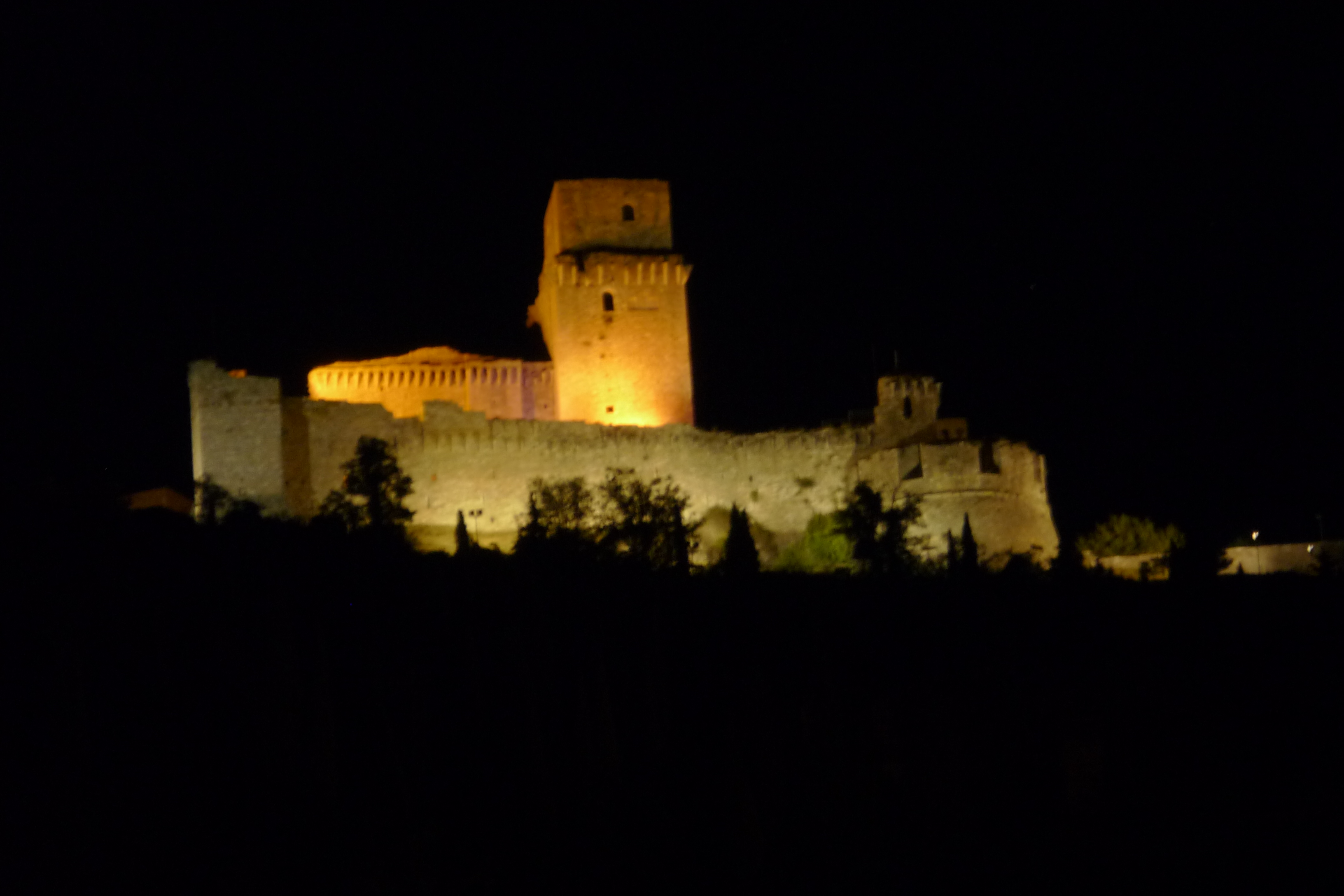
La rocca de noche.
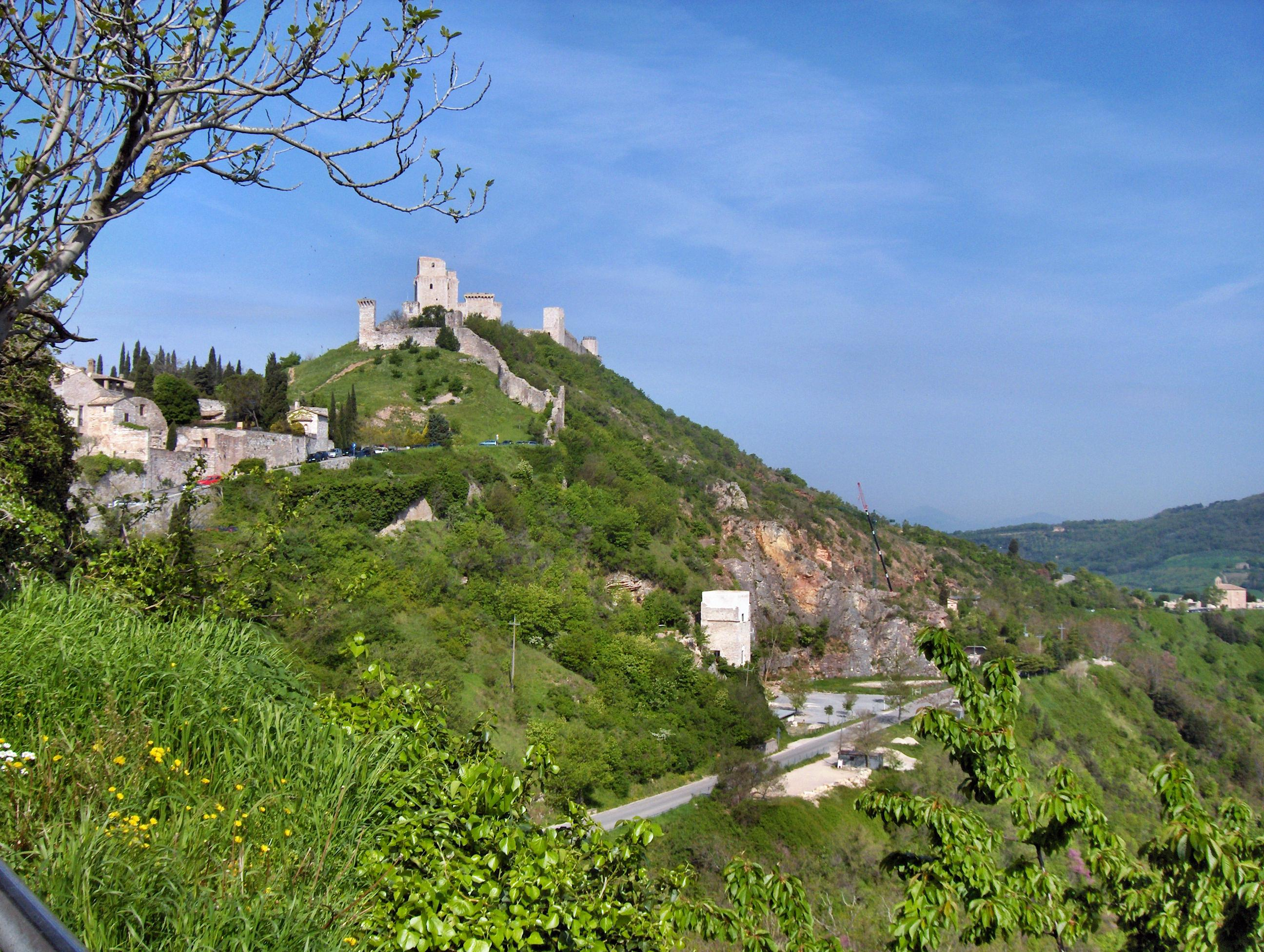
Vista de la rocca.
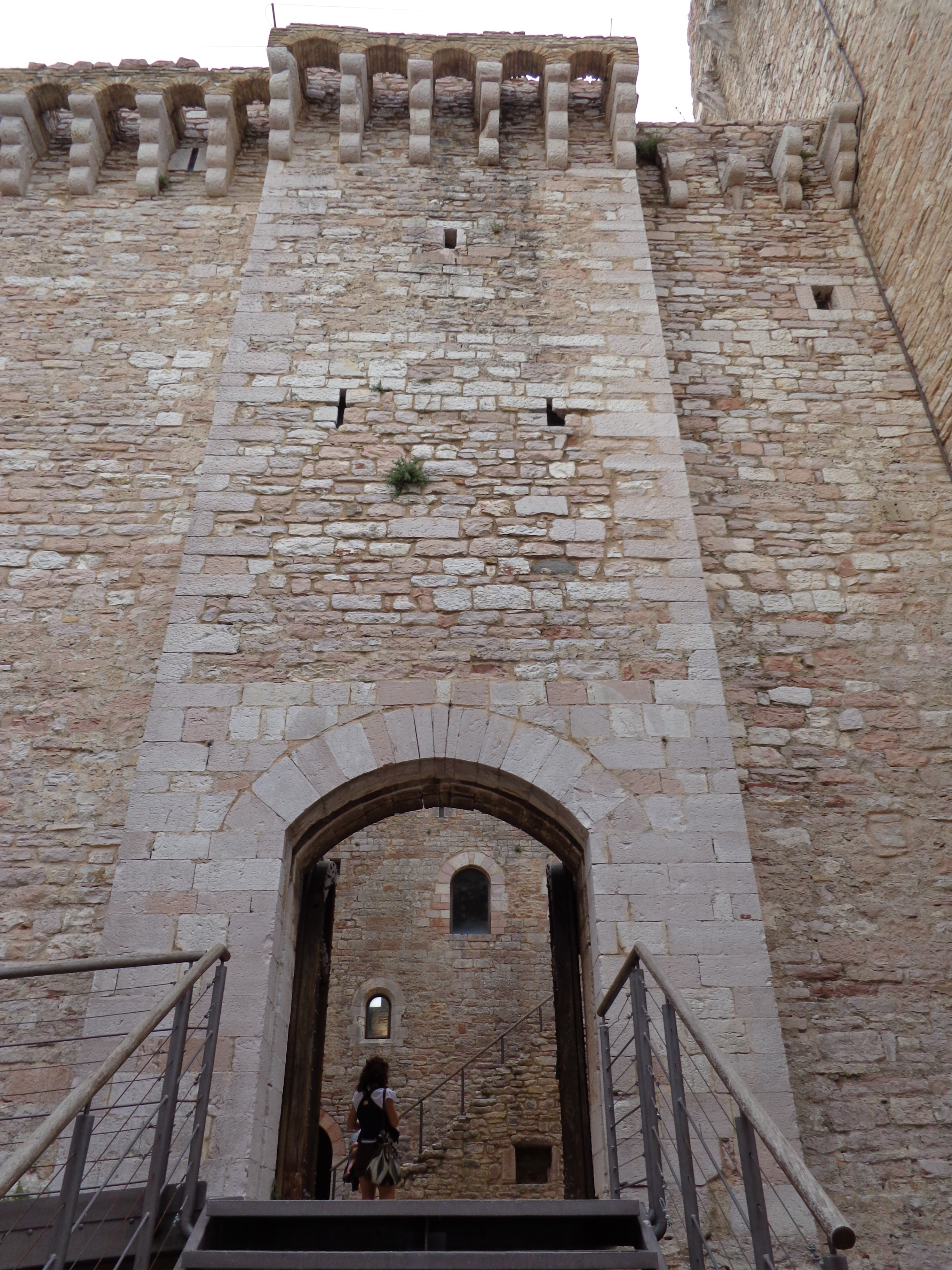
La entrada.
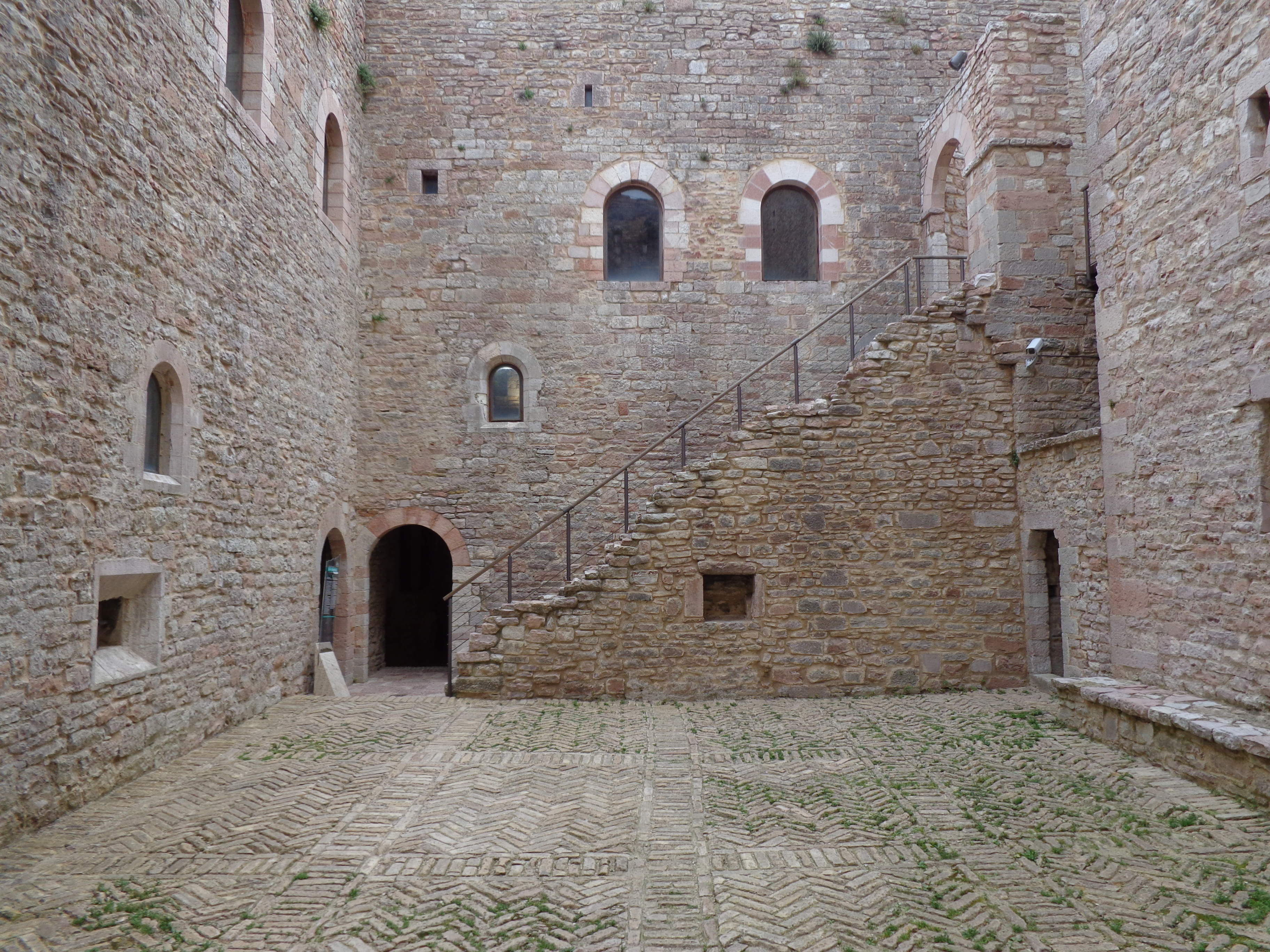
El patio cerrado.
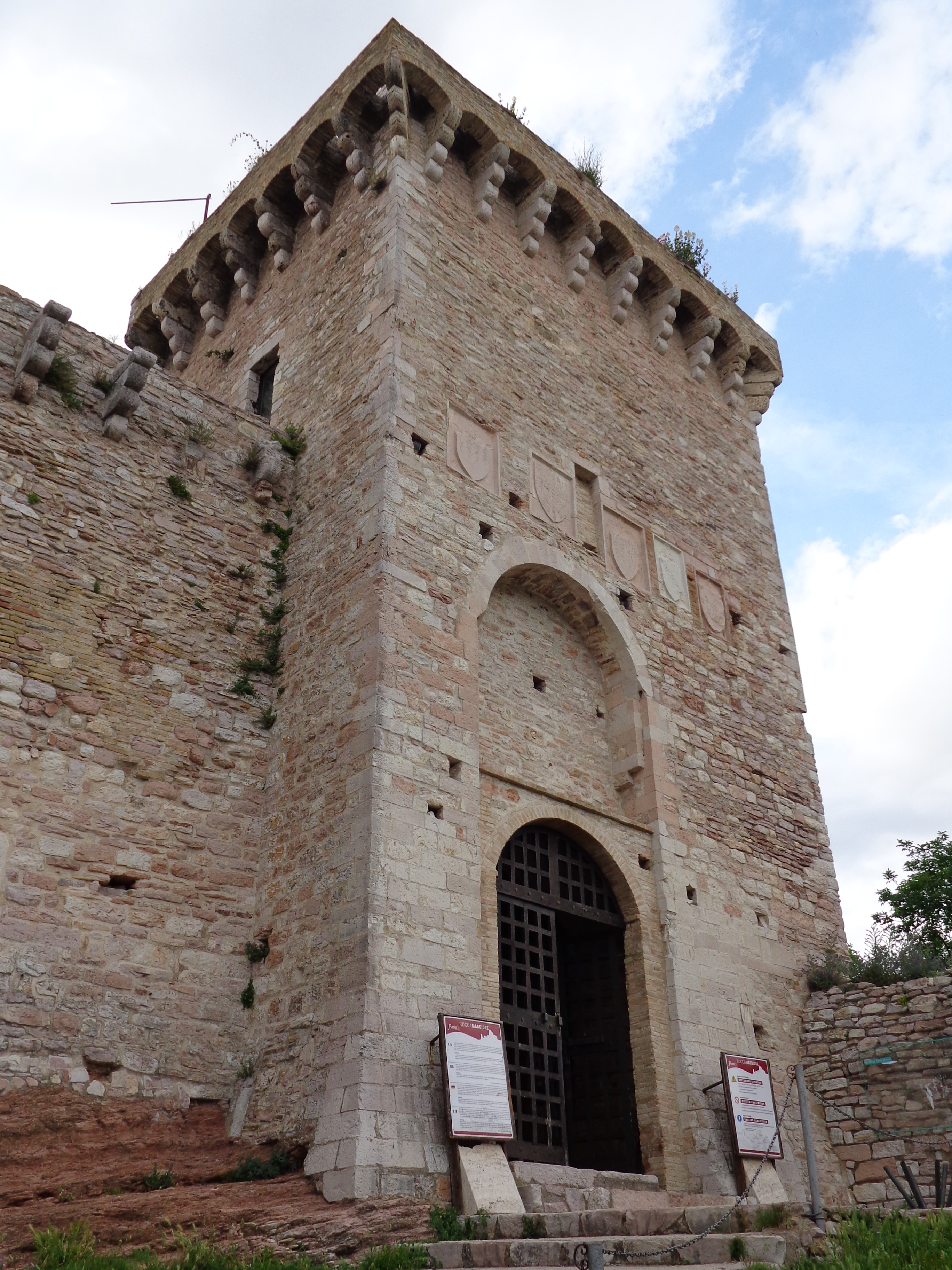
El torreón.
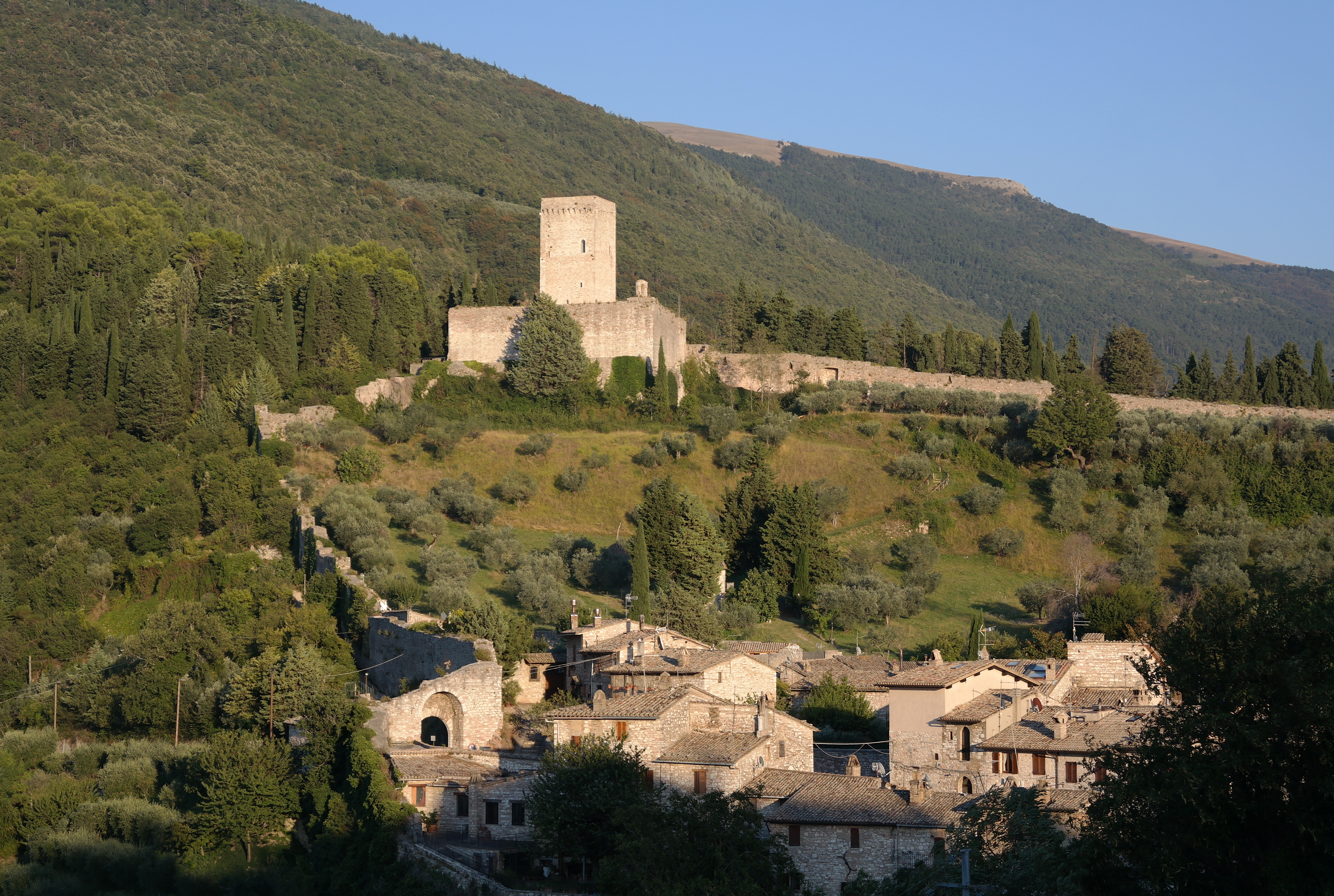
La Rocca Minore.